# Слонім Юдиф Мойсеївна
Юдиф Мойсеївна Слонім (рос. Юдифь Моисеевна Слоним; нар. 8 листопада 1909, Ташкент,
Сирдар'їнська область (Російська імперія) — пом. 29 листопада 1999) — радянська астроном. Доктор фізико-математичних наук (1971). Дослідниця морфології та циклічності сонячної активності й сонячних спалахів. Донька узбецького лікаря Мойсея Слоніма.

## Життєпис
Народилася 8 листопада 1909 року в Ташкенті в сім'ї знаного єврейського лікаря Мойсея Слоніма (співзасновник медичного факультету і перший завідувач кафедри пропедевтики внутрішніх хвороб Середньоазіатського університету, засновник узбецької терапевтичної школи).
1930 року закінчила фізико-математичний факультет Середньоазіатського університету (тепер Національний університет Узбекистану) в Ташкенті. З того самого року працювала в Астрономічному інституті АН УзРСР (до 1966 — Ташкентська обсерваторія), з 1937 — завідувачка відділу фізики Сонця цього інституту.
Головні наукові праці присвячені вивченню морфології і циклічності сонячної активності, виконані на основі багаторічних оригінальних спостережень. Особливу увагу приділяла дослідженням сонячних спалахів. Установила органічну спорідненість спалахів з утвореннями верхнього ярусу активної області (з системами петельних протуберанців, хромосферними викидами, стійкими волокнами). Показала, що спалах є просторове явище, що охоплює в процесі розвитку хромосферний і корональний рівні активної області. Обґрунтувала диференціацію спалахів на два типи, що розрізняються характером розвитку, фізичними і динамічними параметрами і висотою їх зародження в сонячній атмосфері.
Членкиня геофізичного комітету АН СРСР і всесоюзної комісії Міжнародного астрономічного союзу. Нагороджена орденом «Знак Пошани» і медалями. Померла 29 листопада 1999 року, похована разом із дядьком Соломоном Слонімом на «комуністичній» ділянці кладовища № 1 у Ташкенті (Боткінське кладовище), карта № 2.